# Windpark Alto Minho
Der Windpark Alto Minho ist ein Windpark in Portugal, der sich im Distrikt Viana do Castelo befindet. Bei Fertigstellung Ende 2008 war er mit einer Nennleistung von 240 MW der größte Onshore-Windpark Europas. Er besteht aus 68 Windkraftanlagen des Typs Enercon E-82 und 52 Windkraftanlagen des Typs Enercon E-70, die bei einem Rotordurchmesser von 82 bzw. 70 Metern jeweils eine Nennleistung von 2 MW haben. Gemeinsam mit einem nah gelegenen kleineren Windpark verfügt er über ein jährliches Regelarbeitsvermögen von ca. 650 GWh, was dem Jahresstromverbrauch von ca. 300.000 portugiesischen Haushalten entspricht.
Der Windpark wird durch fünf Windpark-Gruppen gebildet, die sich über die Kreise Paredes de Coura, Monção, Melgaço und Valença erstrecken.